# Dark Medieval Times
Dark Medieval Times — дебютный студийный альбом норвежской блэк-металической группы Satyricon, вышедший в 1994 году.

## Об альбоме
По словам Сатира, музыканты стремились передать мрачное очарование средневековья и работ знаменитого норвежского художника Теодора Киттельсена, одна из картин которого была использована в оформлении буклета. На первом издании Dark Medieval Times отсутствовала какая бы то ни было информация об альбоме или группе, на задней обложке были только фотографии Сатира и Фроста, а тексты песен альбома долгое время не были опубликованы.
Выпуск альбома планировался на лейбле No Fashion Records, но из-за финансовых проблем лейбла участникам в августе — сентябре 1993 года пришлось записывать альбом на собственные деньги. В итоге кассеты с записью были разосланы по различным лейблам, предложение одного из них — Tatra Productions — было принято участниками. Так как лейбл специализировался на другом направлении музыки, было решено создать сублейбл Moonfog Productions на котором и вышел дебютный альбом.
Оригинальное издание Dark Medieval Times является ценным раритетом для фанатов жанра. На аукционах релиз продается за $500-$900.

## Стиль
Dark Medieval Times представляет собой «сырой» блэк-метал с преобладанием грязного гитарного звука и бласт-битом в исполнении Фроста, характерный для начала 1990-х, но более мелодичный, чем большинство близких по звучанию записей. Трек «Min Hyllest Til Vinterland» и фрагменты некоторых других треков исполнены на акустической гитаре, иногда используется флейта. В целом альбом отличает особая эпическая атмосфера, которая проходит через все песни.

## Список композиций
| №                   | Название                             | Длительность |
| ------------------- | ------------------------------------ | ------------ |
| 1.                  | «Walk the Path of Sorrow»            | 8:18         |
| 2.                  | «Dark Medieval Times»                | 8:11         |
| 3.                  | «Skyggedans»                         | 3:55         |
| 4.                  | «Min Hyllest Til Vinterland»         | 4:29         |
| 5.                  | «Into the Mighty Forest»             | 6:18         |
| 6.                  | «The Dark Castle in the Deep Forest» | 6:22         |
| 7.                  | «Taakeslottet»                       | 5:54         |
| Общая длительность: | Общая длительность:                  | 43:31        |

## Участники записи
- Сатир — вокал, акустическая и электрическая гитары, бас-гитара, клавишные
- Фрост — ударные
- Torden — клавишные (сессионный музыкант)
- Lemarchand (Ulver) — акустическая гитара (сессионный музыкант)